# Кастиљија (Болоња)
Кастиљија (итал. Castiglia) је насеље у Италији у округу Болоња, региону Емилија-Ромања.
Према процени из 2011. у насељу је живело 165 становника. Насеље се налази на надморској висини од 51 м.